# Xiphorhynchus spixii
El trepatroncos de Spix (Xiphorhynchus spixii) es una especie de ave paseriforme de la familia Furnariidae, subfamilia Dendrocolaptinae, perteneciente al numeroso género Xiphorhynchus. Es endémica de la Amazonia oriental de Brasil. 

## Distribución y hábitat
Se distribuye únicamente en el sureste de la Amazonia brasileña al sur del río Amazonas, desde el río Tapajós y margen norte del río Teles Pires hacia el este hasta el norte de Maranhão (incluyendo la isla Marajó) y oeste de Tocantins; un supuesto registro de Ceará (noreste de Brasil) se trata de un subadulto de Dendroplex picus identificado equivocadamente.
Esta especie es considerada poco común en su hábitat natural: el sotobosque de selvas húmedas, tanto de terra firme como de várzea, hasta los 500 m de altitud.

## Sistemática

### Descripción original
La especie X. spixii fue descrita por primera vez por el naturalista francés René-Primevère Lesson en 1830 bajo el nombre científico Picolaptes spixii; sin localidad tipo definida, se asume «Pará, Brasil».

### Etimología
El nombre genérico masculino «Xiphorhynchus» se compone de las palabras del griego «ξιφος xiphos»: espada, y «ῥυγχος rhunkhos»: pico; significando «con pico en forma de espada»; y el nombre de la especie «spixii», conmemora al naturalista alemán Johann Baptist von Spix (1782–1826).

### Taxonomía
Es pariente próximo del trepatroncos elegante (Xiphorhynchus elegans), y algunos autores los trataron como conespecíficos, pero normalmente se los considera como especies separadas; los análisis más recientes, con base en datos genéticos y morfológicos confirman el reconocimiento de las dos especies. Las subespecies juruanus e insignis son consideradas subespecies de X. elegans, aunque algunos autores las tratan como subespecies de la presente. Es monotípica.